# Giovanni Agostino da Lodi

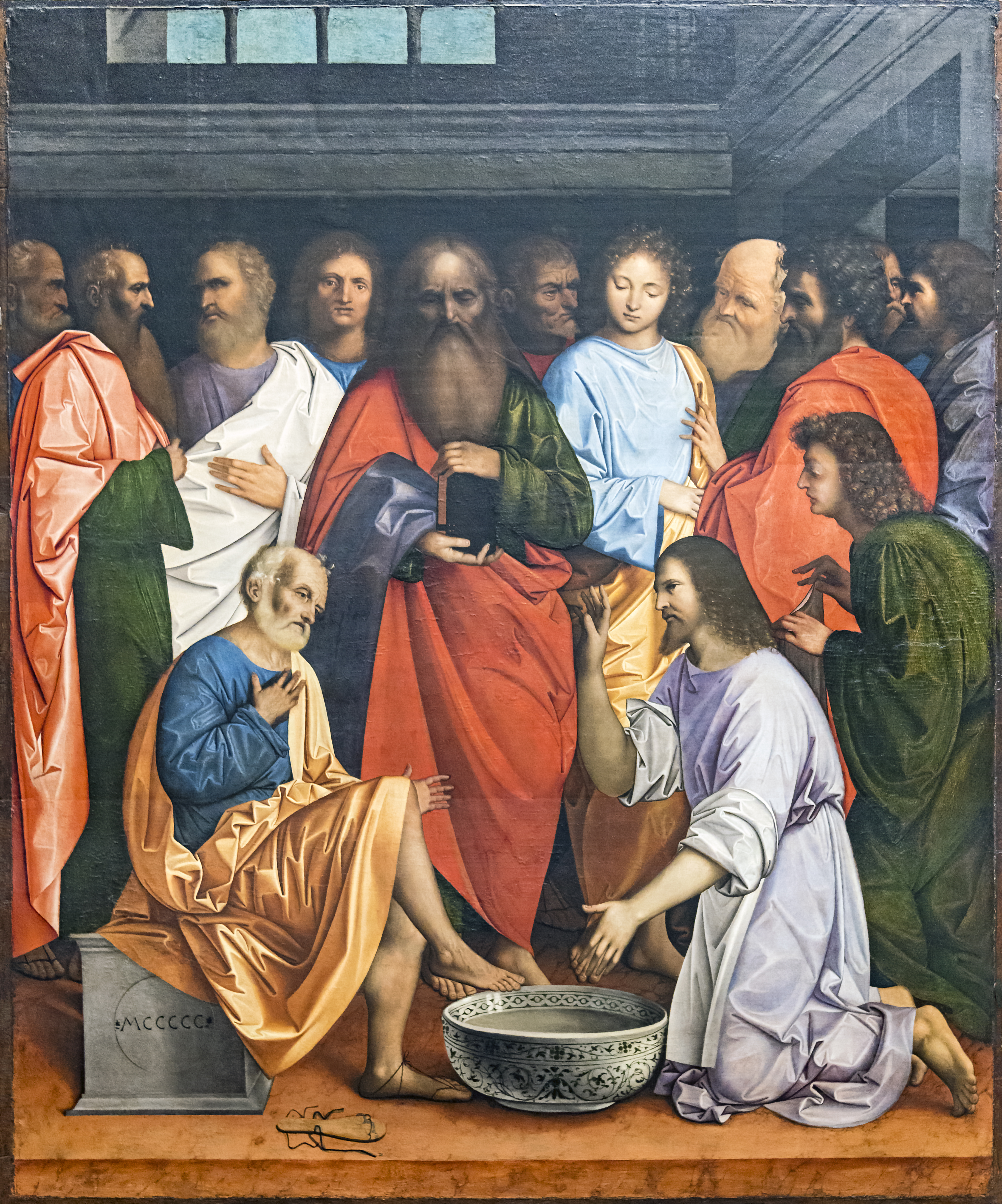
Hristos spălând picioarele apostolilor (1500). Gallerie dell'Accademia, Veneția.

Giovanni Agostino da Lodi a fost un pictor italian, care a fost activ în perioada aprox. 1495 - aprox. 1525.
Atribuirea operelor sale a fost dubioasă de secole, până când stilul și cariera sa au fost definite de istoricul de artă american Bernard Berenson. Una dintre primele sale lucrări identificate este Pala dei Barcaioli („Boatmen Altarpiece”) din biserica San Pietro Martire din Murano. Singura lui lucrare semnată este Sf. Petru și Sf. Ioan Evanghelistul din Pinacoteca di Brera , care prezintă influențe lombarde, cum ar fi cea a lui Bramantino.
Mai târziu a fost influențat și de stilul lui Leonardo da Vinci, așa cum se vede în Hristos, spălând picioarele apostolilor aflat în Gallerie dell'Accademia din Veneția. După ce s-a mutat în Veneția, în urma prăbușirii lui Ludovico Sforza, s-a întors la Milano în 1506. Ulterior a executat lucrări pentru persoane private și pentru Certosa di Pavia; una dintre lucrările sale din perioada de final, Calvarul, este găzduită în Galeria Națională din Praga. A colaborat, de asemenea, cu Marco d'Oggiono pentru un poliptic în biserica Santa Maria della Pace din Milano, unele panouri aflându-se acum în Pinacoteca di Brera.

## Legături externe
Materiale media legate de Giovanni Agostino da Lodi la Wikimedia Commons
- it  Eseu online
- Leonardo da Vinci: desene anatomice de la Biblioteca Regală, Castelul Windsor, catalog expozițional prezentat în întregime online în format PDF de la Muzeul Metropolitan de Artă, care conține materiale despre Giovanni Agostino da Lodi (vezi indexul)